# Jean-François Laporte
Jean-François Laporte est un compositeur contemporain né à Québec le 13 mars 1968.
Il étudia la composition à l'Université de Montréal avec Marcelle Deschenes, ainsi qu'à l'Ircam.
Dégonflement et New Piece lui ont été commissionnés par l'association italienne de musique contemporaine, Repertorio Zero.

## Œuvres

### Musique instrumentale
- Limite extrême, pour petit orchestre de chambre
- De la matière première, pour quatuor à cordes
- Prana, pour petit ensemble moderne amplifié et bande
- Rituel, pour une canette sifflante
- Hommage, pour trompette solo
- Intimité, pour flute solo
- Impression, pour violoncelle et surface rugueuse
- La puissance de la fragilité, pour violon et violoncelle

### Musique expérimentale
- Dégonflement, pour 10 joueurs de ballons
- Les sirènes volantes, pour sirènes de trains et bateaux préparés
- L'éveil d'un Titan, pour instruments inventés et silo à grains

## Discographie
- Jean-François Laporte, Soundmatters, 23five, 2007
- Jean-François Laporte, Mantra, MKCD, 2000

## Filmographie

### Cinéma
- 2009 : Les Signes vitaux de Sophie Deraspe : jeune patient